# 怠惰の罪
『怠惰の罪』（たいだのつみ、La Paresse）は、1962年（昭和37年）製作・公開のフランス・イタリア合作のオムニバス映画『新・七つの大罪』の一篇として、ジャン＝リュック・ゴダールが監督した短篇映画である。

## 概要
キリスト教・カトリックの「七つの大罪」をテーマに、1952年（昭和27年）のオムニバス映画『七つの大罪』からちょうど10年経て、企画されたオムニバス映画『新・七つの大罪』の一篇である。前作では、カルロ・リムがオリジナル脚本を書き、ジャン・ドレヴィルが監督した（『怠けもの』）。ゴダール作品も、ゴダールのオリジナル脚本による。
本作では、レミー・コーション役で知られるエディ・コンスタンティーヌが本人の設定で実名で登場している。コンスタンティーヌは、本作出演後、おなじゴダールの『アルファヴィル』（1965年）、『新ドイツ零年』（1991年）では、レミー・コーション役で出演している。ニコール・ミレルはクロード・オータン＝ララ監督の『青い女馬』（1959年）でデビューした女優である。実際にはコンスタンティーヌと共演することもなく、1965年（昭和40年）には引退している。

## ストーリー
レミー・コーション役で渋さが人気のスター俳優エディ・コンスタンティーヌ（本人）は、靴紐を結ぶのも面倒くさいという「怠け」精神の人である。映画で共演する新人女優のニコール・ミレル（本人）が誘惑するが、一向になびく気配もない。理由は「面倒だから」。「怠け」という大罪が、エディが「淫乱の罪」を犯すのを防いでいるのだ。

## スタッフ
- 監督・脚本 : ジャン＝リュック・ゴダール
- 撮影監督 : アンリ・ドカエ
- 音楽 : ミシェル・ルグラン
- 助監督 : シャルル・L・ビッチ、マラン・カルミッツ
- 製作主任 : ジャン・ラヴィ
- 製作 : フィルム・ジベ、フランコ・ロンドン・フィルムズ、ティタヌス

## キャスト
- エディ・コンスタンティーヌ （人気俳優エディ・コンスタンティーヌ、本人役）
- ニコール・ミレル （新人女優ニコール・ミレル、本人役）

## 関連事項
- ジャン＝リュック・ゴダール監督作品一覧
- 新・七つの大罪
- 七つの大罪